# Brachyglossina williamsi
Brachyglossina williamsi är en fjärilsart som beskrevs av Edward P. Wiltshire 1949. Brachyglossina williamsi ingår i släktet Brachyglossina och familjen mätare. Inga underarter finns listade i Catalogue of Life.